# تومي مايرز
تومي مايرز (بالإنجليزية: Tommy Myers)‏ هو لاعب كرة قدم أمريكية أمريكي، ولد في 9 فبراير 1901 في نيو بريتن في الولايات المتحدة، وتوفي في 1 يوليو 1944 في نيويورك في الولايات المتحدة.

## وصلات خارجية
- تومي مايرز على موقع مرجع كرة القدم المحترفة.كوم (الإنجليزية)
- تومي مايرز على موقع JustSportsStats.com (الإنجليزية)